# Aleksandar Ristevski
Aleksandar Ristevski (in macedone Александар Ристевски?; Prilep, 11 maggio 1992) è un calciatore macedone, difensore del Pelister.

## Carriera

### Club
Il 5 luglio 2021 viene acquistato a titolo definitivo dalla squadra macedone del Rabotnički.